# HE0450-2958
HE0450-2958 là một chuẩn tinh bất thường. Nó được gọi là "chuẩn tinh trần trụi" và "chuẩn tinh không nhà" vì dường như thiếu thiên hà chủ. Người ta ước tính nó xa khoảng một tỷ parsec.

## Lịch sử
Một nhóm các nhà nghiên cứu do Pierre Magain thuộc Đại học de Liege (Bỉ) dẫn đầu đã công bố phát hiện của họ trong số ra ngày 14 tháng 9 năm 2005 của tạp chí Nature.  Chuẩn tinh này nằm sát trên bầu trời với một thiên hà bị xáo trộn, đầy bùng nổ sao (xem hình, góc trên phải). Tuy nhiên, không có thiên hà nào được nhìn thấy xung quanh chuẩn tinh này (xem hình, giữa) khiến các tác giả suy đoán

Người ta có thể gợi ý rằng thiên hà chủ đã biến mất khỏi tầm nhìn của chúng ta do sự va chạm [đã hình thành thiên hà bị xáo trộn], nhưng thật khó mà tưởng tượng sự phá vỡ hoàn toàn một thiên hà có thể xảy ra như thế nào.

Để thiên hà chủ của chuẩn tinh thoát khỏi sự phát hiện, Magain và cộng sự ước tính rằng nó sẽ cần phải mờ hơn khoảng năm cấp (100 lần) so với dự kiến cho một chuẩn tinh như vậy, hoặc có bán kính từ 300 năm ánh sáng trở xuống (các chuẩn tinh điển hình nằm trong các thiên hà có bề ngang từ 5.000 đến 50.000 năm ánh sáng).
Ngay sau khi bài báo của Magain và cộng sự được công bố, ba bài báo lý thuyết đã xuất hiện, tất cả trong tuần ngày 6 tháng 11 năm 2005, trong đó tuyên bố để giải thích các tính chất kỳ dị của thiên thể này. Hai trong số các bài báo - từ các nhóm ở Cambridge, Massachusetts và Cambridge, Anh  - gợi ý rằng chuẩn tinh này là một lỗ đen siêu lớn bị đẩy ra từ tâm của thiên hà bị xáo trộn cận kề, hoặc bằng sự dội lại bức xạ hấp dẫn hoặc bằng tương tác liên quan tới ba lỗ đen. Vận tốc đẩy ra sẽ phải xấp xỉ 1.000 km/s để có thể đặt chuẩn tinh này cách xa thiên hà chủ ban đầu của nó.
Bài báo thứ ba, từ một nhóm do David Merritt dẫn đầu, đã kiểm tra nghiêm túc giả thuyết đẩy ra và kết luận rằng nó không thể chính xác.  Hai luận cứ chính là: (1) Quang phổ của chuẩn tinh cho thấy nó là một thiên hà Seyfert 1 vạch hẹp (NLS1). Các NLS1 được cho là có các lỗ đen nhỏ bất thường; do kích thước lỗ đen tương quan mạnh với kích thước thiên hà, nên thiên hà chủ của chuẩn tinh này cũng nhỏ bất thường, giải thích tại sao nó không được Magain và cộng sự phát hiện. (2) Quang phổ của chuẩn tinh cũng cho thấy sự hiện diện của một khu vực vạch phát xạ hẹp cổ điển (NLR). Khí tạo ra các vạch hẹp nằm cách lỗ đen khoảng một nghìn năm ánh sáng và khí đó không thể giữ liên kết với lỗ đen sau một cú nảy đủ lớn để loại bỏ nó [chuẩn tinh này] khỏi thiên hà chủ của nó. Các tác giả này đã kết luận rằng chuẩn tinh "trần trụi" trên thực tế là một thiên hà Seyfert vạch hẹp, hoàn toàn bình thường, nằm gần trên bầu trời với một thiên hà bị xáo trộn. 

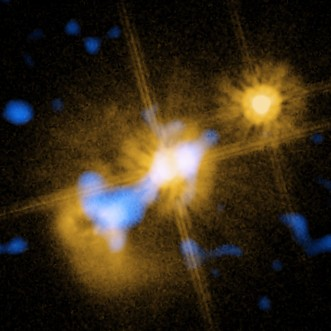
"Chuẩn tinh không nhà".

Một số nghiên cứu khoa học từ năm 2005 đã ủng hộ kết luận này. (1) Kim và cộng sự (2006) đã thực hiện một nỗ lực cẩn thận hơn để tìm thiên hà chủ của chuẩn tinh. Họ kết luận rằng không thể loại trừ sự hiện diện của một thiên hà khi xét đến ánh sáng gây bối rối từ chuẩn tinh này. (2) Chu và cộng sự (2007) quan sát phát xạ tia X từ chuẩn tinh và sử dụng nó để ước tính khối lượng của lỗ đen. Họ xác nhận khối lượng nhỏ cho lỗ đen, ngụ ý một thiên hà chủ thậm chí còn mờ hơn dự đoán của Merritt et al. (3) Feain và cộng sự (2007) phát hiện bức xạ vô tuyến từ chuẩn tinh, được họ diễn giải là chỉ ra sự hình thành sao đang diễn ra và điều này là "mâu thuẫn với bất cứ gợi ý nào rằng đây là một chuẩn tinh 'trần trụi'".
Sự đồng thuận khoa học hiện tại là HE0450-2958 có lẽ có một thiên hà chủ, nhưng rất khó nhìn thấy nó phía sau ánh sáng chói lòa của chuẩn tinh.
Gần đây, sự đồng thuận này đã bị nghi vấn sau một nghiên cứu của Đài thiên văn Nam Âu.